# Iron Soldier 3
Iron Soldier 3 is een computerspel dat werd ontwikkeld door Eclipse Software Design en uitgegeven door Telegames voor het platform Sony PlayStation. Het spel werd uitgebracht op 21 juni 2000.

## Platforms
| Jaar | Platform    |
| ---- | ----------- |
| 2000 | PlayStation |
| 2001 | Nuon        |

## Ontvangst
| Beoordeeld door       | Platform    | Datum            | Score |
| --------------------- | ----------- | ---------------- | ----- |
| Video Games           | PlayStation | juli 2000        | 80%   |
| PSX Nation            | PlayStation | 14 augustus 2001 | 70%   |
| NowGamer              | PlayStation | 20 juni 2000     | 70%   |
| IGN                   | PlayStation | 27 juni 2000     | 68%   |
| GameSpot              | PlayStation | 22 juni 2000     | 43%   |
| The Video Game Critic | PlayStation | 30 juli 2004     | 42%   |
| PSM                   | PlayStation | oktober 2000     | 20%   |